# Thomas Michael O’Neil
Thomas Michael O’Neil (* 2. September 1940) ist ein US-amerikanischer Physiker, der sich mit Plasmaphysik beschäftigt.
O’Neil studierte an der California State University, Long Beach (Bachelor-Abschluss 1962), und an der University of California, San Diego (UCSD), wo er 1964 seinen Master-Abschluss in Physik machte und 1965 promoviert wurde. 1965 bis 1967 war er Wissenschaftler bei General Atomics und ab 1967 an der UCSD als Assistant Professor und später Professor. 1980 bis 1984 war er im Beratungsgremium des Institute of Fusion Studies der University of Texas at Austin.
1971 wurde er Forschungsstipendiat der Alfred P. Sloan Foundation (Sloan Research Fellowship). Er ist Fellow der American Physical Society. 1996 erhielt er den James-Clerk-Maxwell-Preis für Plasmaphysik. 1979 bis 1983 war er Mitherausgeber der Physical Review Letters. 1991 erhielt er mit John Malmberg und Charles Driscoll den John M. Dawson Award for Excellence in Plasma Physics Research für ihre Untersuchungen nichtneutraler Plasmen.